# Mr. Belvedere Rings the Bell
Mr. Belvedere Rings the Bell é um filme de comédia estadunidense dirigido por Henry Koster e estrelado por Clifton Webb em seu terceiro e último papel como Lynn Belvedere.

## Elenco
- Clifton Webb como Lynn Belvedere (Oliver Erwenter)
- Joanne Dru como Senhorita Tripp
- Hugh Marlowe como Reverendo Charles Watson
- Zero Mostel como Emmett
- Billy Lynn como Sr. Beebe
- Doro Merande como Sra. Hammer
- Frances Brandt como Senhorita Hoadley
- Kathleen Comegys como Sra. Sampler
- Jane Marbury como Sra. Gross
- Harry Hines como Sr. Cherry
- Warren Stevens como Repórter